# 클로이베스 모건
클로이베스 모건(Chloe-Beth Morgan, 1986년 8월 7일 ~ )은 웨일스의 미인 대회 우승자이다. 2008년 미스 웨일스 우승자이다. 2008년 미스 월드, 2009년 미스 인터내셔널에서 영국 대표로 참가했으며 미스 유니버스 2011에서는 웨일스 대표로 참가했다.